# Лисы Самсона

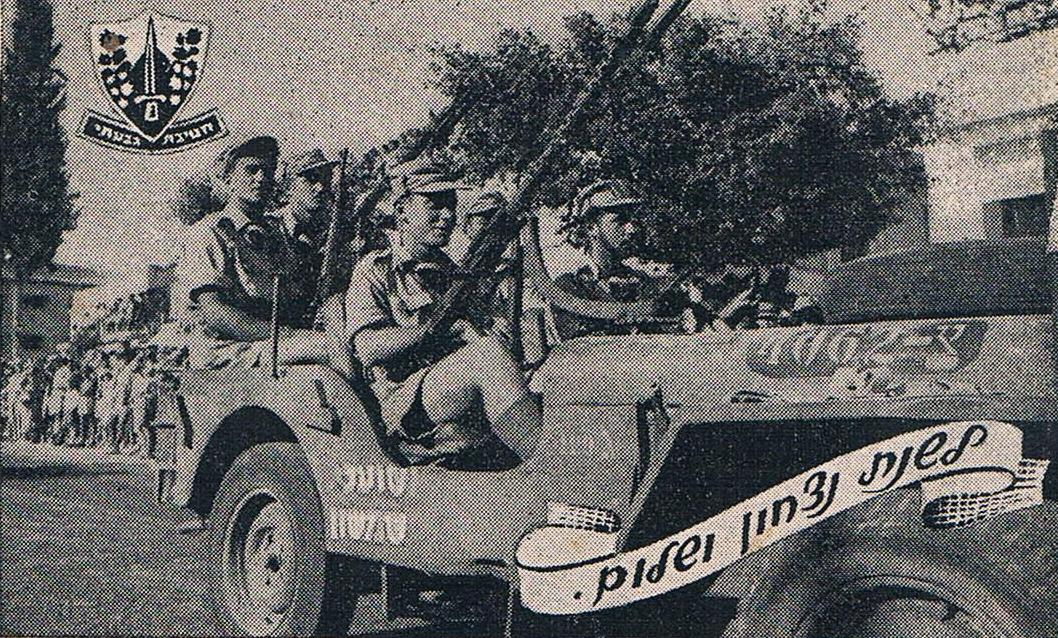
Шуалей Шимшон на параде в 1948 году

Лисы Самсона (ивр. שׁוּעָלי שִׁמְשׁוֹן‎, Шуалей Шимшон) — израильская разведрота, входившая в 54-й разведывательный батальон бригады «Гивати» во время Войны за независимость Израиля.
Рота была создана во время первого перемирия (июнь-июль 1948) как моторизирванное подразделение и воевала на южном фронте против египетских сил. Большинство служащих разведроты, как и всей бригады, были из Тель-Авива. Название было дано Аббой Ковнером в честь библейского героя Самсона, сражавшегося с филистимлянамиСуд. 15:4. Этот и подобные отряды воевали на джипах, оснащённых двумя пулемётами.
Рота отличилась в ряде операций Войны за независимость. В частности, известны бой за высоту 105, блокировавшую дорогу из Джулис в Негев, оборонительные бои возле Ашдода, задержавшие наступление египетской армии, и бои на пути в Иерусалим.
Из служивших в отряде людей известны Абба Ковнер и Ури Авнери.
В дальнейшем название «Лисы Самсона» было присвоено разведроте бригады Гивати, затем — сводному 846-у батальону этой бригады.